# Jón Leifs
Jón Leifs, né le 1er mai 1899 à Sólheimar (Austur-Húnavatnssýsla) et mort le 30 juillet 1968 à Reykjavik, est un compositeur islandais.

## Biographie
Il quitte son pays en 1916 pour étudier en Allemagne, au conservatoire de Leipzig, où il obtient un diplôme en piano en 1921, pour se consacrer ensuite à la direction d'orchestre et à la composition. Il s'est fait connaître comme chef d'orchestre et comme écrivain.
Il épouse la pianiste juive Annie Riethof avec laquelle il aura deux filles, Snót et Líf. Il habite successivement à Wernigerode puis à Baden-Baden. Sa famille étant persécutée par les autorités nazies, il se réfugie en Suède en 1944, pour ensuite rentrer en Islande, en 1945, où il divorce d'avec sa femme.
Sa fille Líf meurt le 12 juillet 1947 des suites d'un accident de natation, au large des côtes de Suède. Bouleversé par cette tragédie, Leifs compose son deuxième quatuor pour cordes Vita et Mors et son Requiem, qu'il dédie à la mémoire de sa fille.
Sa dernière œuvre, Consolation, intermezzo pour orchestre de cordes, a été écrite durant les derniers jours de sa vie. Il décède d'un cancer du poumon à Reykjavik en 1968.
Leifs et sa première femme sont les protagonistes du film Tears of Stone / Larmes de pierre (1995), dirigé par le réalisateur islandais Hilmar Oddsson.

## Œuvres
- Trilogia piccola Op. 1 (1920-1924)
- Torrek - Intermezzo (piano)
- Études pour violon solo, Op 3
- Concerto pour orgue et orchestre, Op. 7
- Variazioni pastorale, Op. 8
- Ouverture islandaise, Op. 9
- Ouverture pour 'Loftr', Op 10
- Danses islandaises, Op 11
- Cantate islandaise, Op. 13
- Tveir Söngvar, Op. 14a
- Vögguvísa, Op. 14a No. 2 (1929)
- Mors et Vita, Op 21 (premier quatuor à cordes)
- Guðrúnarkviða, Op. 22 (1940)
- Saga Symphonie, Op. 26
- Requiem, Op 33
- Baldr, Op. 34 (1943-1947)
- Vita et Mors, Op. 36 (deuxième quatuor à cordes)
- Trois peintures abstraites, Op. 44 (Þrjú óhlutræn málverk)
- Edda
- Geysir, Op 51 (1961)
- Hekla, Op 52 (1964)
- Elegie, Op 53
- Fine I, Op. 55
- Fine II, Op. 56
- Dettifoss, Op. 57
- Nótt, Op. 59 (1964)
- Hafis, Op. 63 (1965)
- El Greco, Op 64 (troisième quatuor à cordes)
- Consolation, Intermezzo pour orchestre à cordes, Op 66 (1968)